# 六斎念仏

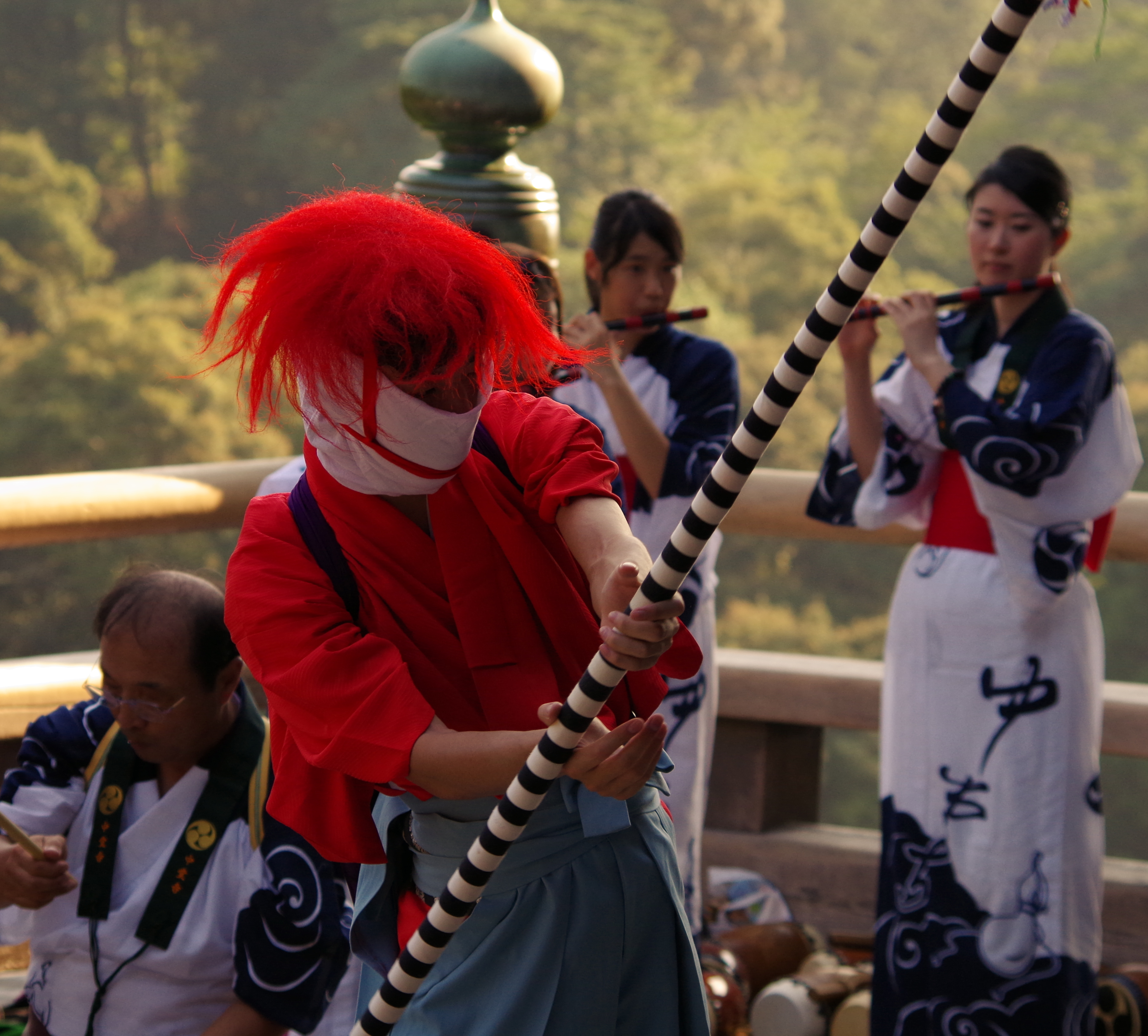
中堂寺六斎念仏の祇園囃子

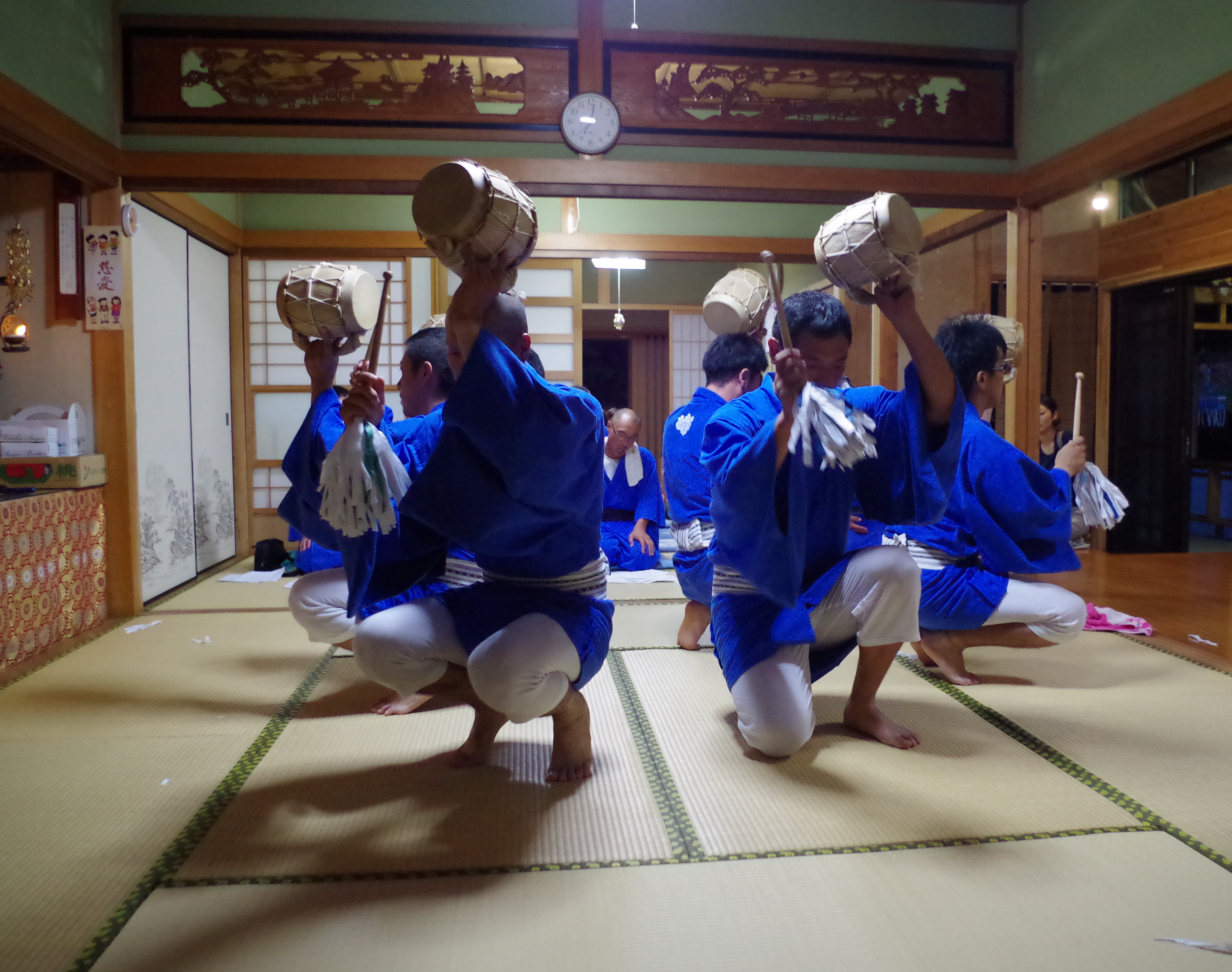
若狭町三宅の六斎念仏

六斎念仏（ろくさいねんぶつ）とは、民間信仰、または民俗芸能のひとつ。京都や若狭では特に風流に類型される。

## 概要
六斎念仏は、古く六斎日に行われた念仏であるとされる。しかし、現在存続するほとんどの六斎念仏は、六斎日の期間に基づいて営まれるわけではなく、主に盂蘭盆や送葬に際して執行されている。
多くの場合、かつて講を形成し、今日では保存会がこれを継承して執行される。
関西の農村や都市近郊を中心に全国各地に存在する。そのうちもっともよく知られるものが昭和58年に国の重要無形民俗文化財に指定された「京都の六斎念仏」であろう。
その他にも、和歌山県紀北の高野山麓から紀ノ川、奈良県に至る吉野川流域や、奈良盆地、滋賀県朽木や福井県若狭地方、大阪府や兵庫県旧摂津国に属する地域、さらに但馬など関西広域に濃密な分布を示す。さらに長崎県平戸島、高知県、愛知県や山梨県の富士山麓周辺にも六斎念仏の分布が確認できる。また、千葉県の六座念仏、山形県で行われる夜行念仏も、六斎念仏との関連が指摘される。
六斎念仏は、時に地域によって「大念仏」「四遍念仏」「太鼓念仏」「ひっつんつん」「男念仏」など、名称の変化が大きい。特に「大念仏」などの名称は、一般には六斎念仏とは異なる事象として分類さるので注意が必要である。
このように全国的に展開した六斎念仏であるが、多く男性が行う点、盂蘭盆の行事として執行される点、演目の一部に六斎念仏独自の共通性が認められる点などで六斎念仏としての類型が可能になる。しかし、伝承や芸態は、地域によって大きく異相を示す場合が多く、念仏のみの詠唱から和讃、太鼓曲、獅子舞、その他芸能に取材するものなど実に多様である。以下各地の六斎念仏を概観する。

## 紀北の六斎念仏
紀北の六斎念仏は、高野山麓を中心に北部の紀ノ川流域地域に濃密な分布がみられ、また、東部の由良川、南部(みなべ)川流域にも六斎念仏がみられる。これらの地域では高野山と密接にかかわる念仏信仰が展開したことから、「高野山系」として六斎念仏が類型されている。「高野ノボリ」や「コツノボセ信仰」(納骨信仰)など、山中他界の信仰と密接にかかわった形で展開していたことが知られ、高野山内のいくつかの寺院が山麓の講衆を掌握していたものと見られる。
特に、那賀郡域では各地に六斎念仏堂と呼ばれる小堂が村に建てられており、『紀伊続風土記』に「六斎寺」といわれる寺院の名称が記され、六斎念仏の活動の拠点となっていたと考えられる。
金石文資料や六斎講に残された文書類からは、「立念仏」「居念仏」また「夜念仏」といった衆や講が六斎念仏を構成する組織として存在したことも窺える。
また、この地域の六斎念仏は、他地域のものと比べて古様を残すと言われ「シヘン」「ハクマイ」「バンドウ」「オロシ」といった「南無阿弥陀仏」の繰り返しに独自の旋律を付す唄念仏によって形成される。これは融通念仏の本来の姿をよくとどめるといわれ、融通念仏の旋律のもととなったとされる「法照流五会念仏」に通じる念仏であることが指摘された。特に、このうちの「バンドウ」に、融通念仏のリフレインが確認できることなどから、宗教民俗学者の五来重によって紀北の六斎念仏は特に重視されてきた。現代まで続いた六斎念仏は、伊都郡かつらぎ町下天野であるが、同郡高野町、九度山町、紀ノ川市、岩出市、海南市、橋本市の各集落にもその痕跡を伝える石碑や道具類が残されている。この地域の講は、概ね高野山真言宗の檀家に属し、六斎念仏の本尊も、光明真言曼荼羅や弘法大師などの掛け軸を掲げる場合がある。
高野山麓東部の日高地域では「シヘン」などとともに「姫子」「あらたま」など和讃を主体とした曲が伝承されており、高野山麓北部とやや異なる形態を伝える。また「ゆずり念仏」と呼ばれる和讃を主体とした念仏曲も伝えられているが、これは「融通念仏」の転訛であることが指摘されている。このうち興国寺門前地区の六斎念仏は、高野聖三流の萱堂聖開祖でもある法灯国師覚心開基の興国寺で行われることで知られ、松明踊りと燈籠焼きの行事と一体となった形態を有する。
これら「高野山系」とされる唄念仏は、鉦のみを用いて、声明、朗詠などの宗教歌や世俗歌の旋律を基盤に、それらが高度に発展していることが特徴である。

### 現代まで伝承された六斎念仏
- 下天野の六斎念仏（和歌山県伊都郡かつらぎ町下天野）
- 青渕の得講　(和歌山県伊都郡九度山町丹生川青渕)
- 由良興国寺の六斎念仏　（和歌山県日高郡由良町興国寺門前）
- 畑の六斎念仏　（和歌山県日高郡由良町畑）
- 晩稲の六斎念仏　（和歌県日高郡みなべ町字晩稲）

## 奈良県下の六斎念仏
奈良県下の六斎念仏は、大きく分けて、奈良県中部の吉野川流域と北部の奈良盆地周辺に分布が分けられる。このうち、吉野川流域は五條市、御所市に分布している。地理的にも形態的にも紀北の六斎念仏と同様であるが、「シヘン」「ハクマイ」といった純粋な念仏曲以外にも、「シコロ」「シンバクマイ」といった世俗的歌謡により近い旋律を有する曲を伝える点や、技巧性に富む鉦の叩き方が特徴となっている。また、「ナムアミダブツ」や「ユウヅウネンブツ」のみではなく、十三仏の仏名を唱和する箇所も見受けられる。この紀ノ川～吉野川流域では、南北朝時代を越えた頃の六斎念仏の古い金石文史料が確認されていることから、五来重によって六斎念仏の起源の一端が高野山であることの根拠ともされている。東佐味では在地の最後の伝承者者が逝去し、この系譜を途絶えさせないための新たな伝承方法が模索されている。コロナ禍においても県内外の有志が集まりオンラインでの練習を続けるなど、六斎としては他に類を見ない継承活動が行われている。
さらに北部の奈良盆地では奈良市のほかにも桜井市、生駒郡周辺に分布したことが知られる。
奈良の六斎念仏は上記の「シヘン」「バンドウ」などの念仏曲に加えて、「コウヤノボリ」を和讃に歌ったものや、「融通讃」などとよばれる六斎念仏に独自の和讃を中心とするものも多い。また、矢田寺の免状を受けて講の活動が展開されていたことを示す史料がある。この地域では融通念仏宗の檀徒によって講が構成されている場合が多い。しかし、大阪市平野の大念仏寺の万部おねりに六斎講が出仕する慣習など、融通念仏宗との繋がりは近年のものであり、和讃の内容や矢田寺との繋がりが指摘されるように、伝統的には高野ノボリやコツノボセ信仰を基に展開されたことが窺える。
また、念仏や和讃など、唄念仏のみでなく、一部に太鼓を用いた六斎念仏を伝える講が存在する。これは後述する「太鼓念仏」の要素をもつものであり、「高野山系」以外の六斎念仏の要素を見受けることができる。

### 現代まで伝承された六斎念仏
- 東佐味の六斎念仏　（奈良県御所市東佐味）
- 東安堵の六斎念仏  (生駒郡安堵町東安堵)
- 八島の六斎念仏　(奈良県奈良市八島)
- 法連の六斎念仏　(奈良県奈良市八島)

## 摂津の六斎念仏

白島の太鼓念仏

兵庫県阪神戸市から阪神間、さらに大阪府北部には戦前まで多くの六斎念仏が行われていた。現在までそれを伝える講や組はほとんど消滅したものの、むかしは盆のころにはいたるところから鉦の音がきこえたという。なお、摂津地方では、六斎念仏の異称を「ひっつんつん」「すっとんとん」などとも呼ぶ。これは六斎念仏の練習に際して太鼓の打ち方をあらわす擬音から来ており、福島県浜通り及び長崎県平戸島に分布する民俗芸能「じゃんがら」が鉦の叩く擬音であることと同様の名称の由来である。
このように摂津の六斎念仏は太鼓を主体とする六斎念仏がよく伝わっていたようであり、「太鼓念仏」と呼ばれるものも多い。
「太鼓念仏」が摂津の六斎念仏の主体となったことを示すのは、弘化四年に大坂天王寺村西方寺が東町奉行所に宛てた文書からも窺える。
諸国より来訪する尼僧が、唄念仏・和讃・詠歌・踊念仏・夜念仏など、多くの念仏の形態を伝えていた事を述べたのち、
尤も六斎念仏と申候儀ハ、例年七月盂蘭盆会之砌、太鼓念仏又ハ新亡有方之家々ニ於て、念仏修行仕候事
と記される。他の地域において六斎念仏のバリエーションとして行われる上記の唄念仏や和讃、踊念仏、夜念仏などは六斎念仏とはみなされず、六斎念仏は盂蘭盆に「太鼓念仏」を行い、また新盆の家で念仏が行われたというため、摂津の六斎念仏はもっぱら太鼓を用いたものであったことが主体とされていたことが窺える。
ところで、この地に六斎念仏が行われていたことを示す最初の史料は、戦国時代の公家山科言継によって書かれた『言継卿記 』である。ここには、
於真如堂、為光源院殿御訪、京辺土、摂津池田衆、坂本衆、六斎念仏大施餓鬼有之、十六七ヶ所之衆先別々念仏申之、次一度に又念仏有之、鉦鼓之衆二千八百人云々、貴賎男女之群衆七八万人可有之欠之由各申之、四方土居無其所、先代未聞之群衆也、見物了
との一説が見える。真如堂(現京都市左京区)で足利義輝の施餓鬼供養が行われた折には、京都近隣および、摂津国から池田衆や坂本衆 六斎念仏衆が集結したことが記され、その芸態は鉦及び太鼓を打つものであり、今まで言継がみたこともない群衆であったと伝える。戦国時代までには少なくとも摂津で六斎念仏が行われており、時継が観覧した時代に在っては、多くの集団が京都に出仕するだけの組織が形成されており、他の六斎衆とは、「一度に又念仏」を行うことができるような統制された曲を有していたことがわかる。
このように、摂津の六斎念仏は、戦国時代にあっては京都との深い関係を築きながら組織性を形成していた。しかし、近世に大坂天王寺村の西方寺が六斎念仏衆を掌握するようになり、その性質や信仰形態が京都のものとは大きく異なる変化をみせるようになった。
近年までおこなわれた六斎念仏は、同行と呼ばれる送葬に与る人々によって組織された六斎念仏講も少なくなく、死者供養の役割を多く残しており、加茂の六斎念仏（ひっつんつん）は空也講によって組織され、京都の空也堂との関係を保持しており、さまざまな六斎念仏が展開していたようである。

### 現代まで伝承された六斎念仏
- 加茂のひっつんつん　(兵庫県川西市加茂)
- 白島の太鼓念仏　(大阪府箕面市白島)
- 行原の六斎念仏　(兵庫県神戸市北区行原)
- 富田の六斎念仏　(大阪府高槻市富田)

## 湖西の六斎念仏
滋賀県大津市から高島市にかけても六斎念仏が分布する。太鼓曲や狂言を交えたものも存在したといい、若狭地方の六斎念仏や京都干菜寺系に共通する演目も確認できる。
大津市では干菜寺系の六斎念仏の特色を残す六斎念仏がみられ、干菜寺末寺であった真野の真光寺の支配を受けた六斎念仏が行われている。また高島市域では曹洞宗の檀徒で構成される場合が多い。

### 現代まで伝承された六斎念仏
- 朽木古屋の六斎念仏　(滋賀県高島市)
- 真野沢の六斎念仏　(滋賀県大津市)
- 朽木生杉の六斎念仏(滋賀県高島市)
- 栗原の太鼓念仏(滋賀県大津市旧志賀町)

## 若狭の六斎念仏

西相生の六斎念仏

若狭町瓜生は六斎の里と称されるように、現在最も六斎念仏が分布している地域が若狭地方である。
若狭地域全体での分布は、現行のものだけでも27カ所存在し、若狭町、小浜市、おおい町、高浜町に伝わる。また、その形態も「シヘン」「ハクマイ」などの念仏曲から「融通和讃」太鼓念仏、芸能的な色彩を多分に伝えるものなど、非常にバラエティ豊かな演目を伝える。また、神楽の影響と言われるが、面を用いたり、笛を演奏に取り入れるものも存在するため、後述の京都の芸能六斎の展開を考えるうえでも重要な地域である。
この地域の六斎念仏は、京都干菜寺との関係が指摘されており、干菜寺『六斎支配村方控牒』の宝暦五年の九月二十五日付の記載には「小浜柳町かけのわき町、若狭願勝寺支配下講中、三十六ヶ所」とみえ、干菜寺配下の願勝寺を中心に六斎念仏が組織されていたようである。2015年（平成27年）4月24日、「海と都をつなぐ若狭の往来文化遺産群 - 御食国（みけつくに）若狭と鯖街道 - 」の構成文化財として日本遺産に認定される。
現在ほとんどが曹洞宗の檀徒によって構成される。

### 現代まで伝承された六斎念仏
- 横渡の六斎念仏(福井県三方上中郡若狭町旧三方町)
- 井崎の六斎念仏(福井県三方上中郡若狭町旧三方町)
- 黒田の六斎念仏(福井県三方上中郡若狭町旧三方町)
- 三方の六斎念仏(福井県三方上中郡若狭町旧三方町)
- 川内の六斎念仏(福井県三方上中郡若狭町旧三方町)
- 三生野の六斎念仏(福井県三方上中郡若狭町旧上中町)
- 長江の六斎念仏(福井県三方上中郡若狭町旧上中町)
- 瓜生の六斎念仏(福井県三方上中郡若狭町旧上中町)
- 三宅の六斎念仏(福井県三方上中郡若狭町旧上中町)
- 阿納尻の六斎念仏(福井県小浜市)
- 仏谷の六斎念仏(福井県小浜市)
- 羽賀の六斎念仏(福井県小浜市)
- 奈胡の六斎念仏(福井県小浜市)
- 奥熊野の六斎念仏(福井県小浜市)
- 次吉の六斎念仏(福井県小浜市)
- 高塚の六斎念仏(福井県小浜市)
- 神宮寺の六斎念仏(福井県小浜市)
- 西相生の六斎念仏(福井県小浜市)
- 上田の六斎念仏(福井県小浜市)
- 法海の六斎念仏(福井県小浜市)
- 上加斗の六斎念仏(福井県小浜市)
- 岡津の六斎念仏(福井県小浜市)
- 鹿野の六斎念仏(福井県大飯郡おおい町)
- 父子の六斎念仏(福井県大飯郡おおい町)
- 馬居寺の六斎念仏(福井県大飯郡高浜町)
- 薗部の六斎念仏(福井県大飯郡高浜町)
- 上瀬の六斎念仏(福井県大飯郡高浜町)

(1990年の若狭歴史民俗資料館の調査による)

### 選択無形民俗文化財
このうち、三方上中郡若狭町の二地区の六斎念仏が、1962年に福井県の無形民俗文化財の指定を受け、さらに1972年には、「上中の六斎念仏」として国の選択を受けている。その分類は民俗芸能・風流である。
曲は、三宅地区では獅子・牡丹・千鳥など五種、瓜生地区ではしし・一天かえし・みだれ・かけかんじょうなど六種があり、それぞれ融通和讃・しばや和讃などの念仏和讃を伝承している。念仏曲は「シヘン」「ハクマイ」などを伝承し、六斎念仏とは、太鼓曲からなる「六斎」と、念仏曲からなる「念仏」を併せた名称であるとし、両者の独立性がつよい。この点は「高野山系」で近代まで伝承された「立念仏衆」「居念仏衆」の対比にも通づる。
現在保存会はこの二地区を併せて「上中町六斎念仏保存会」を形成している。

## 京都の六斎念仏

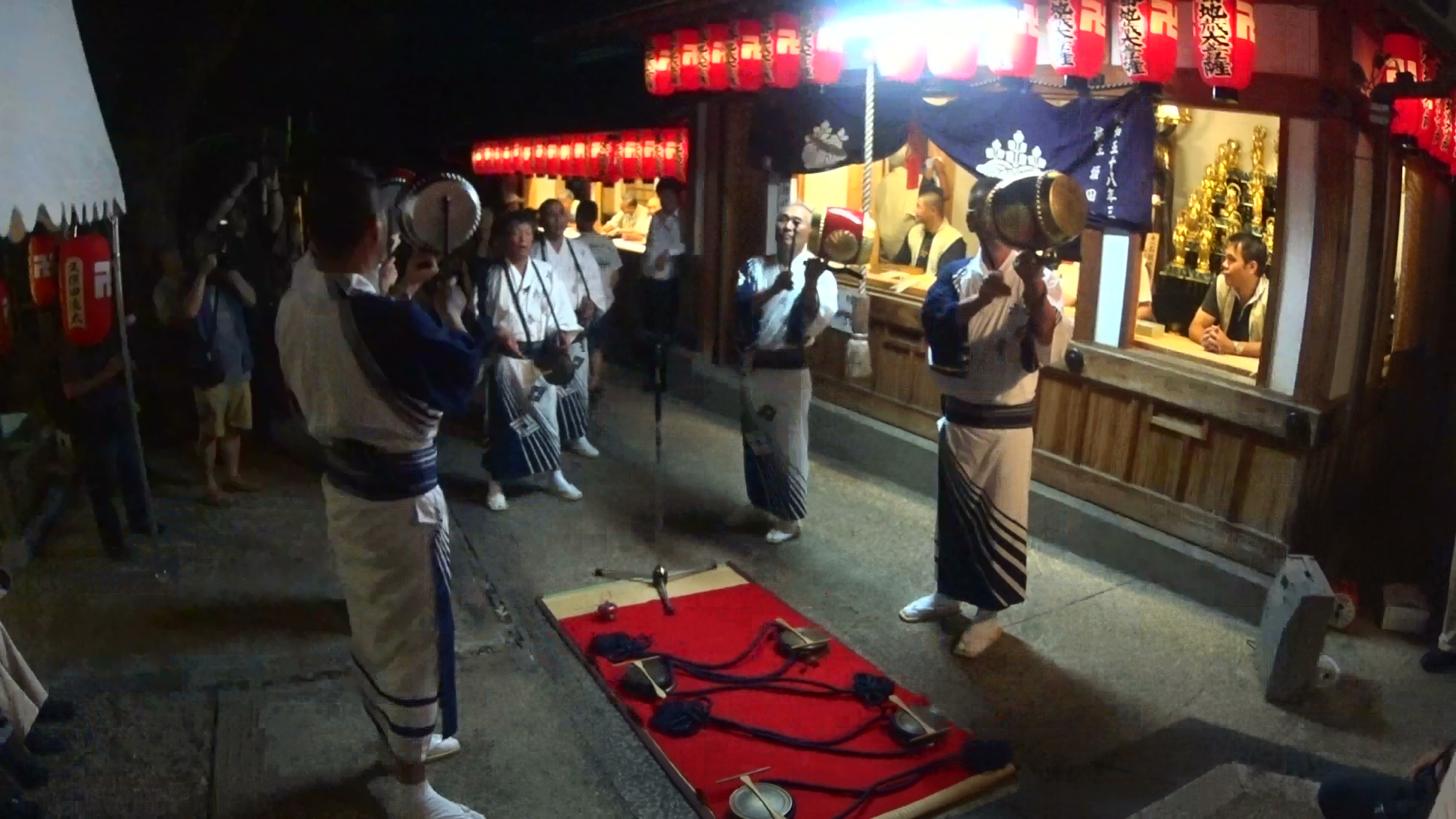
上鳥羽橋上鉦講

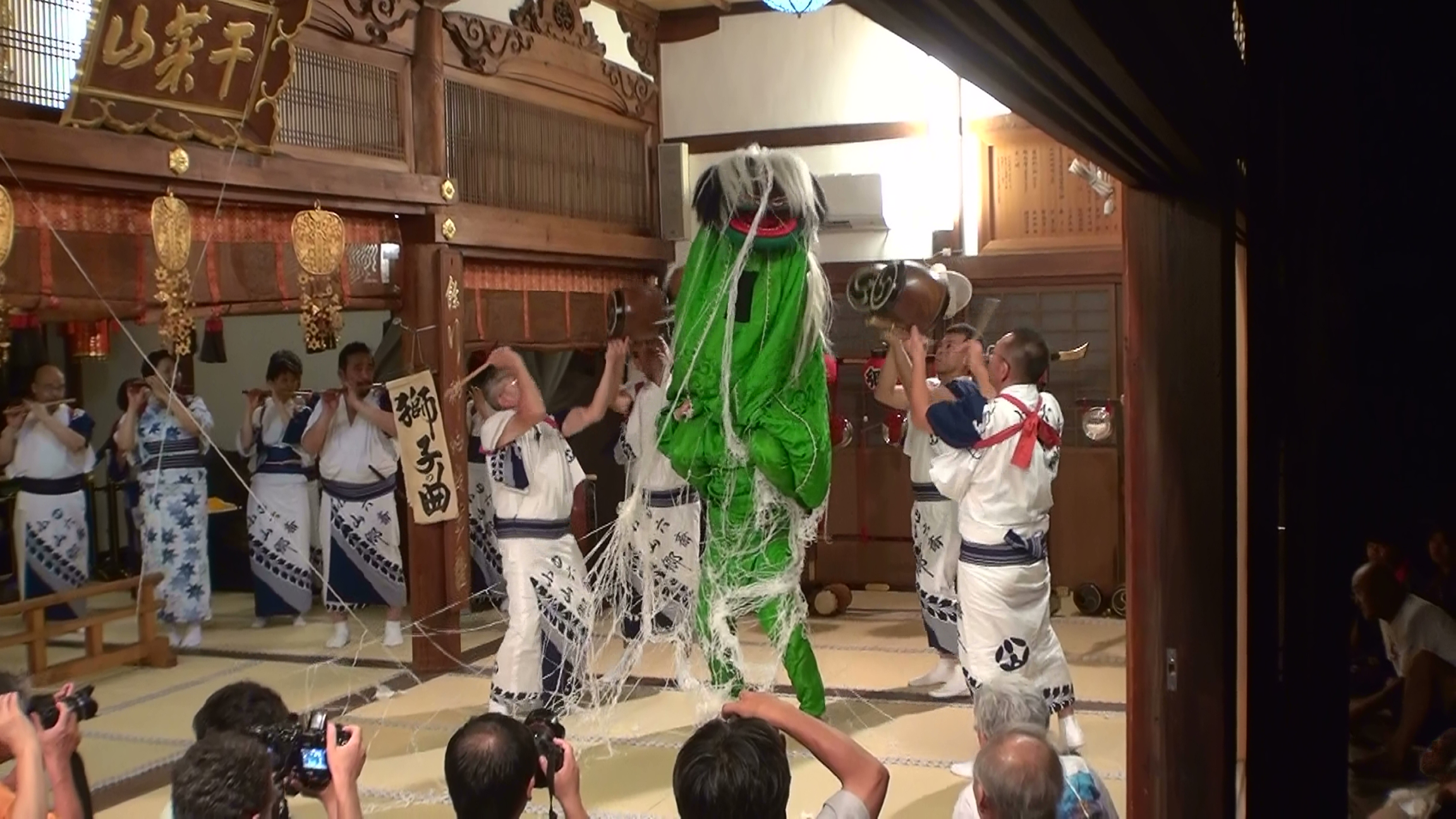
干菜山光福寺。現在では芸能六斎が奉納されている。（2014年8月20日撮影）

京洛近郊の六斎念仏は一部特殊な展開を見せ、本来のものとは別個の形式を近世以降派生させるに至った。それの最も大きな特徴は、使用する楽器に笛を取り入れた点である。このようなものを、従来の形と区別する便宜より、「六斎念仏踊り（単に「六斎踊り」とも）」ないし「芸能六斎」と学術上呼称する。その内容は、念仏から離れた娯楽要素の強い曲目の演奏である。
かかる形態の出現によって、一方では保守本流の六斎念仏講も存在し続けたために、京都周辺には、二種類の様式がともに「六斎念仏」として混在する事態が起こった。なお、現在は上述の用語に対比させて、元々の六斎念仏のことをやはり学術上「念仏六斎」と称している。但し、実際には「鉦講」という名で各地元ではむしろ親しまれてきた（上鳥羽橋上鉦講、嵯峨水尾の鉦講など）。
ところで、いずれの六斎念仏を始めるに当たっても、各講は管轄の寺院より免許を受ける決まりであった。寺院は二つで、干菜寺（干菜山光福寺：京都市左京区田中上柳町）と、空也堂（紫雲山極楽院光勝寺：京都市中京区亀屋町）である。そのどちらから免許を受けたかによって、「干菜寺系六斎」「空也堂系六斎」という分類をされることもある。干菜寺は六斎の芸能化を認めなかったとされ（その旨の通達文書がある）、他方空也堂はその辺り寛容であったらしく、芸能六斎は全て空也堂系に帰している。なお、空也堂系にも念仏六斎は存在するので、これら系統の比較と、念仏・芸能の複雑な関連性が見られる。
また、平成15年以降、京都市内では小学生を中心に六斎念仏の体験教室を行うなど、精力的な継承活動に力を入れている。平成30年にはこども六斎教室連絡会を立ち上げている。

### 重要無形民俗文化財
京都市で行われる六斎念仏のうち、現在指定を受けるのは、保存会15件に、これら文化財指定を受けた六斎念仏を統括する団体である京都六斎念仏保存団体連合会を加えた計16件である。このうち、西方寺、円覚寺、六波羅蜜寺を除いてはすべて芸能六斎を伝承している。
その一覧は以下のとおり。
- 京都六斎念仏保存団体連合会
- 梅津六斎保存会　芸能六斎
- 吉祥院六斎保存会　芸能六斎
- 空也念仏郡保存会(休止)　念仏六斎
- 久世六斎保存会　芸能六斎
- 小山郷六斎保存会　芸能六斎
- 西院六斎念仏保存会　芸能六斎
- 西方寺六斎念仏保存会　念仏六斎
- 嵯峨野六斎念仏保存会　芸能六斎
- 千本六斎会　芸能六斎
- 中堂六斎会　芸能六斎
- 壬生六斎講中　芸能六斎
- 上鳥羽橋上鉦講中　念仏六斎・芸能六斎
- 六波羅蜜寺空也踊躍念仏保存会[7]。
- 円覚寺六斎念仏講　念仏六斎
- 桂六斎念仏保存会(令和元年5月復活)　芸能六斎

(京都六斎念仏保存団体連合会による)

### 映像資料[編集]
公益財団法人京都市文化観光資源保護財団と京都市文化財保護課による「京都の歴史と文化 映像ライブラリー」において記録映像が公開されている。
- 六斎念仏 15分38秒 製作年月：昭和53年（1978）11月  製作：京都市文化観光局（企画）  制作：京都映画株式会社（製作）  本作品は昭和54年（1979）製作の「京都の六斎念仏」と同一の撮影フィルムを使用し、芸能の部分に焦点を当てて編集したものである。
- 京都の六斎念仏 30分42秒  製作年月：昭和54年（1978）9月  製作：京都市文化観光局（企画）  制作：京都映画株式会社（製作）  本作品に先立って、本作品と同一の撮影フィルムを使用し、昭和53年には芸能の部分のみ抽出した「六斎念仏」が製作されている。

## 山梨県下の六斎念仏
現在上野原市秋山の無生野の大念仏がよく知られているが、富士北麓の本栖湖などにも六斎念仏が点在する。かつては富士山麓周辺に六斎念仏がまとまって分布していた。江戸末期には京都の干菜寺による支配がおこなわれている。1930年に民間藝術会が現山中湖村の平野集落に伝わる六斎念仏の様子を記録しており、呪術、祈祷色の極めて強いものであったことがわかる。浄土教的特色のみならず、荘厳や儀礼に修験・陰陽道の影響が濃厚に見受けられる。